# Parascyllium variolatum
Rekin obrożny (Parascyllium variolatum) – gatunek niewielkiego rekina z rodziny Parascylliidae. Po raz pierwszy ten gatunek opisał francuski zoolog Auguste Duméril. Gatunek jest całkowicie niegroźny dla ludzi.

## Występowanie
Rekin obrożny występuje w wodach u południowo-zachodnich i południowych wybrzeży Australii. Jego siedliska znajdują się w obrębie szelfów kontynentalnych, do 500 m głębokości.

## Wygląd
Rekin obrożny jest małym rekinem, ma maksymalnie około 90 cm długości. Posiada wydłużone, smukłe, tubowate ciało, kształtem przypominające nieco węgorza. Ma dwie płetwy grzbietowe, płetwę odbytową i długą płetwę ogonową. Głowa i pysk lekko spłaszczone, oczy owalne osadzone z tyłu głowy. Posiada małe tryskawki i dwa krótkie wąsy zwisające z dolnej powierzchni pyska. Ubarwienie płowe z brązowymi i białymi plamami na całym ciele. Rekina wyróżnia szeroka nakrapiana jasnymi plamkami obroża otaczająca szyję na wysokości skrzeli.

## Odżywianie i rozmnażanie
Gatunek słabo poznany. Uzębienie wskazuje, że żywi się skorupiakami bentosowymi. Co do rozmnażania wiadomo jedynie, że gatunek jest jajożyworodny.